# Piers Courage
Piers Raymond Courage (Colchester, 27 maggio 1942 – Zandvoort, 21 giugno 1970) è stato un pilota di Formula 1 inglese, deceduto sul circuito di Zandvoort durante il Gran Premio d'Olanda 1970.
Figlio di uno dei maggiori industriali inglesi della birra (la Courage), studiò a Eton, nel più famoso ed esclusivo dei collegi, dove apprese le prime nozioni di meccanica.

## Carriera
Iniziò a correre con macchine di piccola cilindrata, prima con una Lotus Seven (con cui disputò una gara sul circuito di Brands Hatch) e poi con una Merlyn-Climax Mk4, con la quale corse diverse gare, diventando un pilota professionista. Nel 1964 si unì a Jonathan Williams e a Charlie Graemiger formando la squadra Anglo-Swiss Racing con sede a Losanna. Affrontarono il Campionato di F2 con spirito goliardico guidando una Lotus 22, con la quale Courage ottenne un 3º posto a Reims e un 2º posto a Zandvoort.
Alla fine del 1964 tornò in Inghilterra e accettò di correre per la Charles Lucas Engineering nel Campionato di F3 1965 al volante di una Brabham, avendo come compagno di squadra sempre Jonathan Williams. Chiuse, poi, la stagione con quattro vittorie (Silverstone, Goodwood, Caserta e Reims). Nel 1966 Colin Chapman gli offrì una Lotus 41 per il Campionato di F3, con la quale ottenne quattro vittorie (Pau, Rouen, Brands Hatch e Albi). Grazie a questi successi la BRM lo invitò a disputare le gare della serie Tasmania con una delle sue macchine. L'anno successivo venne ingaggiato con Chris Irwin dalla BRM per il Mondiale di F1, ma a differenza del compagno di squadra, che offrì buone prestazioni, Courage incappò in diversi errori e incidenti che gli costarono la retrocessione in F2.
Nel 1968 disputò la prima edizione del Campionato d'Europa alla guida di una McLaren del team Coombs terminando al 4º posto della classifica finale. Una serie di incidenti durante le gare, convinsero il proprietario del Team a consigliarli di cambiare mestiere, ma Courage imperterrito continuò a correre disputando una ottima Coppa Tasmania alla guida di una McLaren di proprietà, arrivando alle spalle di Amon e Clark. Da segnalare la vittoria al Gran Premio di Longford ottenuta sotto una pioggia battente. Contemporaneamente disputò il Campionato di F1 con la BRM del team Parnell (dove ottenne un 6º posto a Rouen e un 4º posto a Monza) e quello di F2 con la Brabham del team di Frank Williams. Durante quel tragico anno, la Lotus perse nell'arco di un mese Clark e Spence. Per Courage si prospettò la possibilità di un passaggio alla Lotus, ma, coerente con gli impegni presi, decise di rimanere in BRM.
Nel 1969 corse ancora la Formula Tasmania alla guida di una Brabham T24, ottenendo una vittoria e ottimi piazzamenti che gli permisero di chiudere la serie al 3º posto assoluto dopo Amon e Rindt. In F1 Frank Williams acquistò una Brabham-Cosworth che affidò a Courage il quale chiuse il Mondiale all'ottavo posto nella classifica generale con due magnifici secondi posti a Montecarlo e a Watkins Glen.

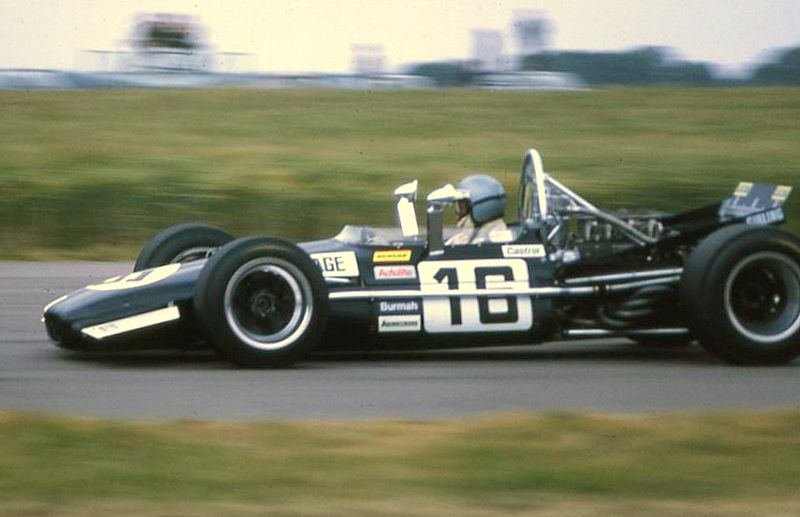
Courage impegnato con una Brabham BT26 al Gran Premio di Gran Bretagna 1969

L'anno successivo Williams decise di utilizzare la vettura De Tomaso, progettata da Dallara ed equipaggiata con un motore Cosworth. Nello stesso periodo Courage rifiutò un’offerta di novanta milioni di lire da parte della Ferrari, che lo voleva affiancare a Jacky Ickx. La De Tomaso 505 che prese parte al campionato mondiale di Formula 1 1970, era costruita in un solo esemplare. All'inizio molto pesante, venne alleggerita fra il Gran Premio di Spagna e di Monaco di una quarantina di chili divenendo più competitiva, tanto da conquistare con Courage un brillante terzo posto al Daily Express Trophy gara non valida per il mondiale. Purtroppo nel Campionato Mondiale, Courage ottenne solo risultati negativi (in Sudafrica si ritirò, in Spagna non prese il via, a Montecarlo non si classificò e in Belgio si ritirò).
Durante il Gran Premio d'Olanda ottenne un buon nono posto in prova, ma durante la gara, al 23º giro, prese una curva a velocità eccessiva, la vettura uscì di strada, urtò un terrapieno e nell'impatto si incendiò sviluppando delle fiamme così intense da costringere i commissari di percorso a sotterrare la vettura con all'interno il pilota per poter spegnere l'incendio. Con la morte di Piers Courage, l'evoluzione della De Tomaso si interruppe. Courage è stato sepolto nel cimitero di St Mary the Virgin Churchyard di Shenfield, nell'Essex.

## Risultati in F1
Debutto
- GP Sudafrica 1967 - Reg Parnell Racing - (Lotus 25 BRM), 18º in prova, ritirato in gara.

Miglior risultato in gara
- In Gran Premi non validi per il mondiale: 1º al Gran Premio di Enna 1969 - Frank Williams Racing Cars - (Brabham BT23C Ford Cosworth)
- In Gran Premi validi per il mondiale: 2º al GP Monaco 1969 - Frank Williams Racing Cars - (Brabham BT26A Ford Cosworth) e al GP Stati Uniti 1969 - Frank Williams Racing Cars - (Brabham BT26A Ford Cosworth)

Miglior risultato in prova
- 4º nel GP Italia 1969 - Frank Williams Racing Cars - (Brabham BT26A Ford Cosworth)

Teams di appartenenza
- Reg Parnell Racing - 14 GP - (1967–1968)
- Frank Williams Racing Cars - 15 GP - (1969–1970)

Vetture utilizzate
- Lotus - 1 GP - (1967)
- BRM - 13 GP (1967–1968)
- Brabham - 10 GP - (1969)
- De Tomaso - 5 GP - (1970)

### Risultati completi
| 1967 | Scuderia           | Vettura           |     |     |  |  |  |    |  |  |  |  |  |  |  | Punti | Pos. |
| ---- | ------------------ | ----------------- | --- | --- |  |  |  | -- |  |  |  |  |  |  |  | ----- | ---- |
| 1967 | Reg Parnell Racing | Lotus 25 BRM P261 | Rit | Rit |  |  |  | NP |  |  |  |  |  |  |  | 0     |      |

| 1968 | Scuderia           | Vettura  |  |     |     |     |     |   |   |   |   |     |     |     |  | Punti | Pos. |
| ---- | ------------------ | -------- |  | --- | --- | --- | --- | - | - | - | - | --- | --- | --- |  | ----- | ---- |
| 1968 | Reg Parnell Racing | BRM P126 |  | Rit | Rit | Rit | Rit | 6 | 8 | 8 | 4 | Rit | Rit | Rit |  | 4     | 19º  |

| 1969 | Scuderia                   | Vettura       |  |     |   |     |     |   |     |   |     |   |    |  |  | Punti | Pos. |
| ---- | -------------------------- | ------------- |  | --- | - | --- | --- | - | --- | - | --- | - | -- |  |  | ----- | ---- |
| 1969 | Frank Williams Racing Cars | Brabham BT26A |  | Rit | 2 | Rit | Rit | 5 | Rit | 5 | Rit | 2 | 10 |  |  | 16    | 8º   |

| 1970 | Scuderia                   | Vettura       |     |    |    |     |     |  |  |  |  |  |  |  |  | Punti | Pos. |
| ---- | -------------------------- | ------------- | --- | -- | -- | --- | --- |  |  |  |  |  |  |  |  | ----- | ---- |
| 1970 | Frank Williams Racing Cars | De Tomaso 505 | Rit | NP | NC | Rit | Rit |  |  |  |  |  |  |  |  | 0     |      |

| Legenda | 1º posto     | 2º posto | 3º posto    | A punti         | Senza punti/Non class.  | Grassetto – Pole position Corsivo – Giro più veloce |
| Legenda | Squalificato | Ritirato | Non partito | Non qualificato | Solo prove/Terzo pilota | Grassetto – Pole position Corsivo – Giro più veloce |